# Юлиана Вилхелмина фон Шлезвиг-Холщайн-Зондербург-Глюксбург
Юлиана Вилхелмина фон Шлезвиг-Холщайн-Зондербург-Глюксбург (на немски: Juliana Wilhelmine von Schleswig-Holstein-Sonderburg-Glücksburg; * 30 април 1754 в Глюксбург; † 13 септември 1823 в Бургщайнфурт) е принцеса от Шлезвиг-Холщайн-Зондербург-Глюксбург и чрез женитба имперска графиня на Бентхайм и Щайнфурт и 1817 г. княгиня на Бентхайм-Щайнфурт.
Тя е дъщеря на херцог Фридрих фон Шлезвиг-Холщайн-Глюксбург (1701 – 1766) и съпругата му графиня Хенриета Августа фон Липе-Детмолд (1725 – 1777), дъщеря на граф Симон Хайнрих Адолф фон Липе-Детмолд (1694 – 1734) и принцеса Йохана Вилхелмина фон Насау-Идщайн (1700 – 1756).
Тя умира на 13 септември 1823 г. на 69 години в Бургщайнфурт.

## Фамилия
Юлиана Вилхелмина фон Шлезвиг-Холщайн-Зондербург-Глюксбург се омъжва на 17 юли 1776 г. в Глюксбург за имперски граф Лудвиг Вилхелм Гелдрикус Ернст фон Бентхайм-Щайнфурт (* 1 октомври 1756; † 20 август 1817 в Бургщайнфурт), вторият син на граф Карл Паул Ернст фон Бентхайм-Щайнфурт (1729 – 1780) и принцеса Шарлота София фон Насау-Зиген (1729 – 1759). На 21 януари 1817 г. пруският крал Фридрих Вилхелм III издига фамилията Бентхайм-Щайнфурт на князе. Те имат девет деца:
- Хенриета София (* 10 юни 1777; † 8 декември 1851), омъжена 1802 г. за княз Карл Лудвиг Август фон Золмс-Хоензолмс-Лих (1762 – 1807), син на граф и по-късен княз Карл Христиан фон Золмс-Хоензолмс-Лих (1725 – 1803)
- Кристиан (1778 – 1789)
- Шарлота Амалия (1779 – 1780)
- Алексий Фридрих (* 20 януари 1781; † 3 ноември 1866), княз на Бентхайм-Щайнфурт, женен 1811 г. за графиня Вилхелмина фон Золмс-Браунфелс (1793 – 1865), дъщеря на княз Вилхелм Христиан Карл фон Золмс-Браунфелс (1759 – 1837)
- Фридрих Вилхелм Белгикус (* 17 април 1782, Глюксбург; † 12 октомври 1839, Вилафранка), австрийски фелдмаршал-лейтенант
- Лудвиг Казимир Хайнрих Вилхелм Клеменс (* 26 ноември 1787; † 4 гевруари 1876)
- Шарлота Елеанора Поликсена Каролина (* 5 май 1789; † 6 януари 1874)
- Карл Франц Евгений (* 28 март 1791; † 4 декември 1871)
- София Поликсена Каролина (* 16 януари 1794, Бургщайнфурт; † 6 май 1873, дворец Аугустенау, Херлесхаузен), омъжена на 10 септември 1823 г. в замък Бургщайнфурт за ландграф Карл фо Хесен-Филипстал-Бархфелд (1784 – 1854), син на ландграф Адолф фон Хесен-Филипстал-Бархфелд (1743 – 1803)